# Alter Zürichkrieg
Etzel · Pfäffikon · Grüningen I · Freienbach · Blickensdorf · Hirzel · Bremgarten · Regensberg · Grüningen II · St. Jakob an der Sihl · Greifensee · St. Jakob an der Birs · Erlenbach I · Koblach · Sargans · Wil · Kirchberg · Wolfhalden · Obertoggenburg · Wigoltingen · Erlenbach II · Männedorf · Wollerau · Ragaz
Der Alte Zürichkrieg oder auch Toggenburger Erbschaftskrieg war ein kriegerischer Konflikt zwischen der Reichsstadt Zürich und der restlichen VIII-örtigen Eidgenossenschaft zwischen 1440 und 1450. Durch das Bündnis Zürichs mit König Friedrich III. von Habsburg erhielt der Krieg überregionale Dimensionen. Unmittelbarer Kriegsanlass war der Streit zwischen Zürich, Schwyz und Glarus um die Erbschaft der Grafen von Toggenburg.

## Politische Vorgeschichte

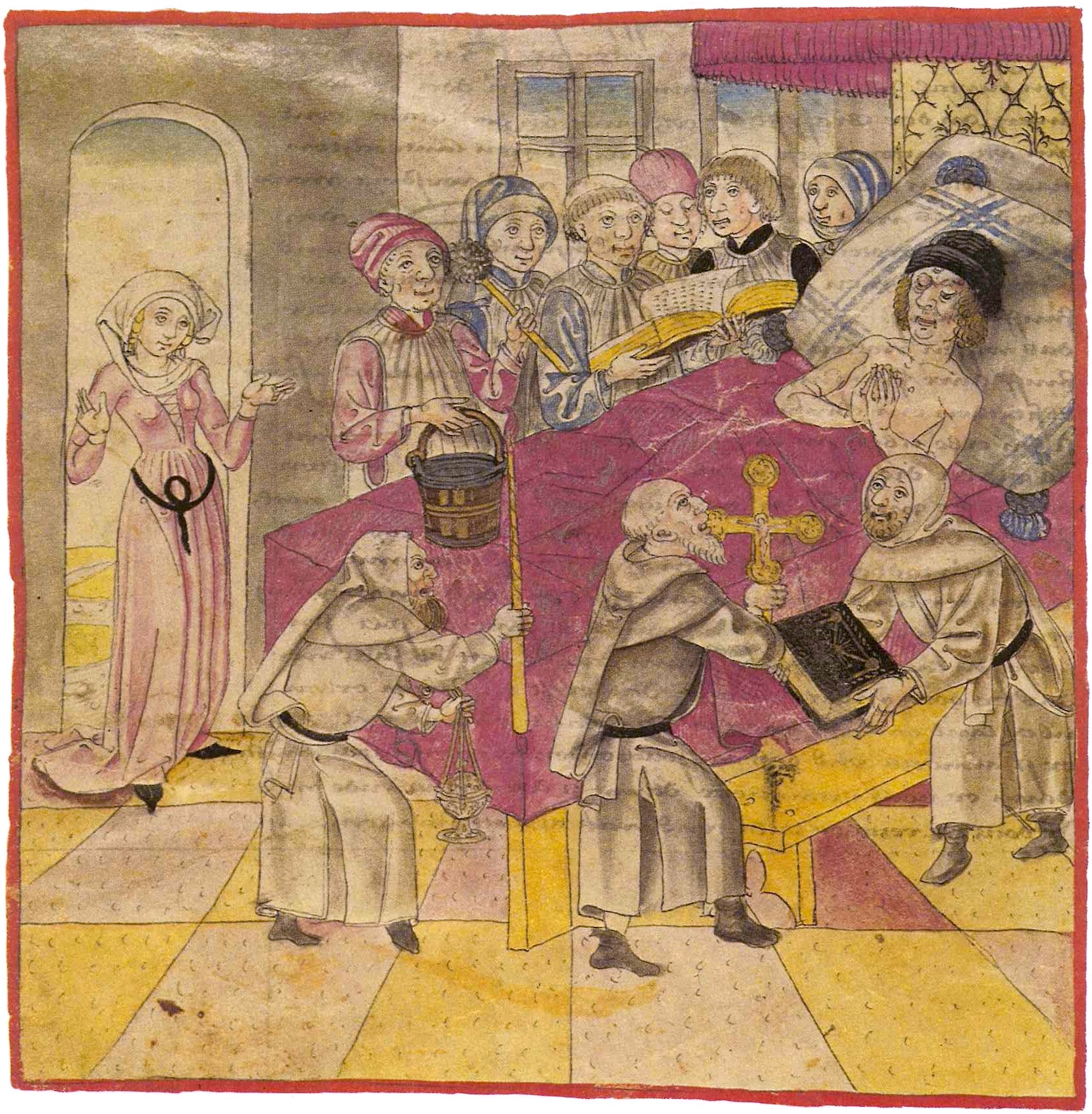
Graf Friedrich VII. von Toggenburg auf dem Sterbebett am 30. April 1436. Amtliche Berner Chronik, 1484.

Zu Beginn des 15. Jahrhunderts ergaben sich Streitigkeiten zwischen der Stadt Zürich und dem Land Schwyz um die Vorherrschaft rund um den Zürichsee und das Linthgebiet. Unter Bürgermeister Rudolf Stüssi schlug Zürich eine klar expansionistische Politik ein. Ziel war die Beherrschung des gesamten Zugangs zu den Alpenpässen zwischen Baden und Sargans. Vorerst wurde der Konflikt noch friedlich beigelegt, wie der Streit um die Schirmvogtei über das Kloster Einsiedeln.
Zürich begann im 15. Jahrhundert zur mächtigsten Stadt in der Ostschweiz aufzusteigen. Nach der Erwerbung der Grafschaft Kyburg 1424 folgten Burgrechte mit dem Grafen Friedrich VII. von Toggenburg, dem Bischof von Chur, dem Gotteshausbund und Glarus. Damit stand dem Zürcher Handel das Gebiet zwischen den Bündner Alpenpässen und dem Zürichsee offen. 1433 wurde der Aufstieg Zürichs zur «kaiserlichen» Reichsstadt mit speziellen Privilegien bei der Kaiserkrönung von Sigismund von Luxemburg in Rom bestätigt. Der Zürcher Bürgermeister Rudolf Stüssi nahm die entsprechenden Prunkurkunden persönlich in Rom in Empfang und wurde sogar zum Ritter geschlagen. 1433 erklärte Graf Friedrich VII. seine Frau Elisabeth von Matsch zur Alleinerbin und bestätigte ihre Bürgerschaft in Zürich. Somit schien das Erbe der Grafen von Toggenburg endgültig gänzlich unter die Kontrolle Zürichs zu geraten.
Am 30. April 1436 starb Graf Friedrich VII. von Toggenburg. Er hinterliess kein Testament, aber viele sich teilweise widersprechende Zusagen. Sein Erbe blieb aber vorerst in der Hand seiner Witwe Elisabeth. Neben Zürich erhob nun auch Schwyz Ansprüche auf Teile des Erbes, da Friedrich auch in einem Landrecht mit Schwyz gestanden hatte. Die Obere March, die Grafschaft Uznach, die Herrschaft Windegg (Gaster) und die Grafschaft Sargans standen im Zentrum des Konflikts.
Kurz nach dem Tod des Grafen liess Ital Reding der Ältere, Landammann von Schwyz, die Obere March mit dem Linthübergang bei Grynau besetzen. Friedrich VII. hatte dieses Gebiet Schwyz 1428 vertraglich zugesagt. Zürich begann darauf Truppen an den Grenzen zu Schwyz und der Grafschaft Uznach zusammenzuziehen. Schwyz und Glarus verbündeten sich darauf im Dezember mit den Landleuten der Grafschaften Toggenburg und Uznach sowie dem Grafen Heinrich von Werdenberg-Sargans. In dieser Situation entschied am 9. März ein eidgenössisches Schiedsgericht in Luzern, dass Glarus und Schwyz ihre Bündnisse mit Uznach und dem Toggenburg aufzulösen hätten und die Burg Uznach an die Witwe Friedrichs VII., Gräfin Elisabeth, übergeben müssten.
Elisabeth von Matsch überschrieb ihr Erbe im April 1437 ihrem Bruder Ulrich und ihrem Vetter Ulrich von Matsch mit der Auflage, es gerecht aufzuteilen. Am 14. November 1437 wurde in Feldkirch unter der Vermittlung Ital Redings oder des Berner Schultheissen Rudolf Hofmeister das Erbe auf eine ganze Reihe von Adelsherrschaften aufgeteilt. Das Toggenburg und Uznach gingen dabei an Hildebrand und Petermann von Raron. Windegg und die Grafschaft Sargans waren Pfandschaften von Habsburg gewesen und gingen wieder an dieses zurück. Zürich versuchte vergeblich, die Rechtmässigkeit der Aufteilung anzufechten. Durch den Abschluss eines Burgrechts mit dem Sarganserland geriet Zürich erst noch in einen Krieg mit Habsburg, und nachdem ein eidgenössisches Schiedsgericht im März 1437 für Schwyz und Glarus entschieden hatte, gab Elisabeth von Matsch ihre Erbansprüche auf, während Glarus und Schwyz sofort neue Burgrechte mit der Fürstabtei St. Gallen und den toggenburgischen Erben eingingen und am 25. Mai 1437 Uznach und am 2. März 1438 auch noch Windegg als Pfandschaften von Habsburg erwerben konnten. Derweil ging Zürich nun völlig leer aus. Das Geld für die Pfandschaften kam aus Bern, das Zürich als Konkurrentin gerne aus dem Rennen warf.
Im Frühjahr 1438 verhängte Zürich eine Getreidesperre gegen Schwyz und Glarus, was sich im Hungerjahr 1438 (→ Wetteranomalien der 1430er Jahre) besonders schwer auswirkte. Trotz Protesten des Kaisers gegen die Sperrung der Reichsstrasse und eidgenössischen Vermittlungsversuchen im November 1438 in Bern blieb Zürich hart. Nur einen Prozess vor einem Reichsgericht bot Zürich zur Beilegung der Streitigkeiten an. Schwyz bestand jedoch auf einem weiteren eidgenössischen Schiedsgericht.

## Die Erste Phase des Krieges 1439–1440: Zürich gegen Schwyz und Glarus und Habsburg
Anfang Mai 1439 war die Situation zwischen Schwyz und Zürich derart angespannt, dass es am Etzel zu einem ersten bewaffneten Zusammenstoss zwischen Zürchern und Schwyzern kam. Die Zürcher wurden zurückgeschlagen und schlossen darauf mit Schwyz einen Waffenstillstand für ein Jahr. Im Frühjahr 1439 gewann in Zürich endgültig die Kriegspartei um den ehemaligen Bürgermeister Stüssi die Oberhand. Er liess den friedenswilligen amtierenden Bürgermeister Rudolf Meiss in den Kerker werfen und durch den zur Kriegspartei gehörenden Jakob Schwarzmurer ersetzen.
Die Grafschaft Sargans wurde in der Zwischenzeit von Habsburg an Heinrich von Werdenberg-Sargans übergeben, der mit Schwyz und Glarus im Bund stand. Da die Untertanen dem Grafen die Huldigung versagten und nun ihrerseits ein Burgrecht mit Zürich abschlossen, zogen die Schwyzer und Glarner im Oktober ins Sarganserland und unterwarfen die Landschaft für den Grafen. Am 2. November erklärte Schwyz Zürich erneut den Krieg. Rudolf Stüssi landete deshalb am 4. November mit 6000 Mann bei Pfäffikon SZ, von wo aus er über Rothenthurm nach Schwyz vorstossen wollte. Nach dem Treffen bei Pfäffikon wichen die Zürcher jedoch vor einer übermächtigen eidgenössischen Truppe wieder über den See zurück (→Treffen bei Pfäffikon).
Die Truppen der Eidgenossen plünderten und verwüsteten die Besitzungen Zürichs links und rechts des Zürichsees, bis auf die Vermittlung von Graf Hugo von Montfort im November in Kilchberg ein Friede geschlossen werden konnte, der am 1. Dezember 1440 in Luzern verbrieft wurde. Die Bedingungen bedeuteten eine völlige Niederlage Zürichs: Es musste die Getreidezufuhrsperre aufheben, auf alle Rechte in Sargans, auf die Herrschaft Wädenswil, die Insel Ufenau und die «Höfe» Pfäffikon SZ, Wollerau und Hurden verzichten. In dieser für Zürich schlechten Situation forderte 1441 der neue deutsche König Friedrich III. von Habsburg zusätzlich noch die Rückgabe der Herrschaft Grüningen, eine Zürcher Pfandschaft, die von Habsburg her kam. Nach einigen Quellen sei der König von Schwyz dazu angestiftet worden, das die Zürcher Herrschaft endgültig demontieren wollte.
Zürich nahm nun Friedensverhandlungen mit Friedrich III. auf, denn seit dem Abschluss des Burgrechts mit den aufständischen Sargansern 1437 befanden sich beide Parteien eigentlich im Kriegszustand. Im Mai 1442 fanden die entscheidenden Verhandlungen statt: Friedrich forderte die Rückgabe der Grafschaft Kyburg und war im Tausch bereit, als König die Privilegien Zürichs zu erneuern und die restliche Herrschaft der Stadt anzuerkennen. Da die Eidgenossenschaft als feindlich angesehen wurde und eine Einigung mit den Habsburgern für die weitere Existenz Zürichs nötig war, kam es zu einer Einigung. Am 17. Juni 1442 besiegelte Zürich in Aachen anlässlich der Krönung Friedrichs III. zwei Verträge. Dieses Bündnis sah vor, dass Zürich die nördlich der Glatt gelegenen Teile der Grafschaft Kyburg an Friedrich III. übergeben sollte. Dieses ausgedehnte Gebiet im Zürcher Unterland war erst 1424 von Zürich erworben worden. Diejenigen Teile, die bei Zürich verblieben, wurden danach Neuamt genannt. Dafür versprach Friedrich III., von den Erben der Toggenburger das eigentliche Toggenburg am Oberlauf der Thur und die Grafschaft Uznach zu erwerben und an Zürich zu übergeben. Daneben schlossen Zürich und der König ein ewiges Bündnis, wobei das Bündnis Zürichs mit den Eidgenossen ehrenhalber vorbehalten blieb. Friedrich III. sollte aber freie Hand bei einer allfälligen Rückgewinnung des Aargaus haben, der 1415 von den Eidgenossen erobert worden war. Der König kam vom 19. bis 24. September zu einem Besuch nach Zürich und empfing die Huldigung der Stadt. Den übrigen eidgenössischen Orten bis auf Bern, Uri und Solothurn verweigerte der König die Bestätigung ihrer Privilegien und Herrschaftsrechte, bis sie ihm den Aargau wieder übergeben hätten.

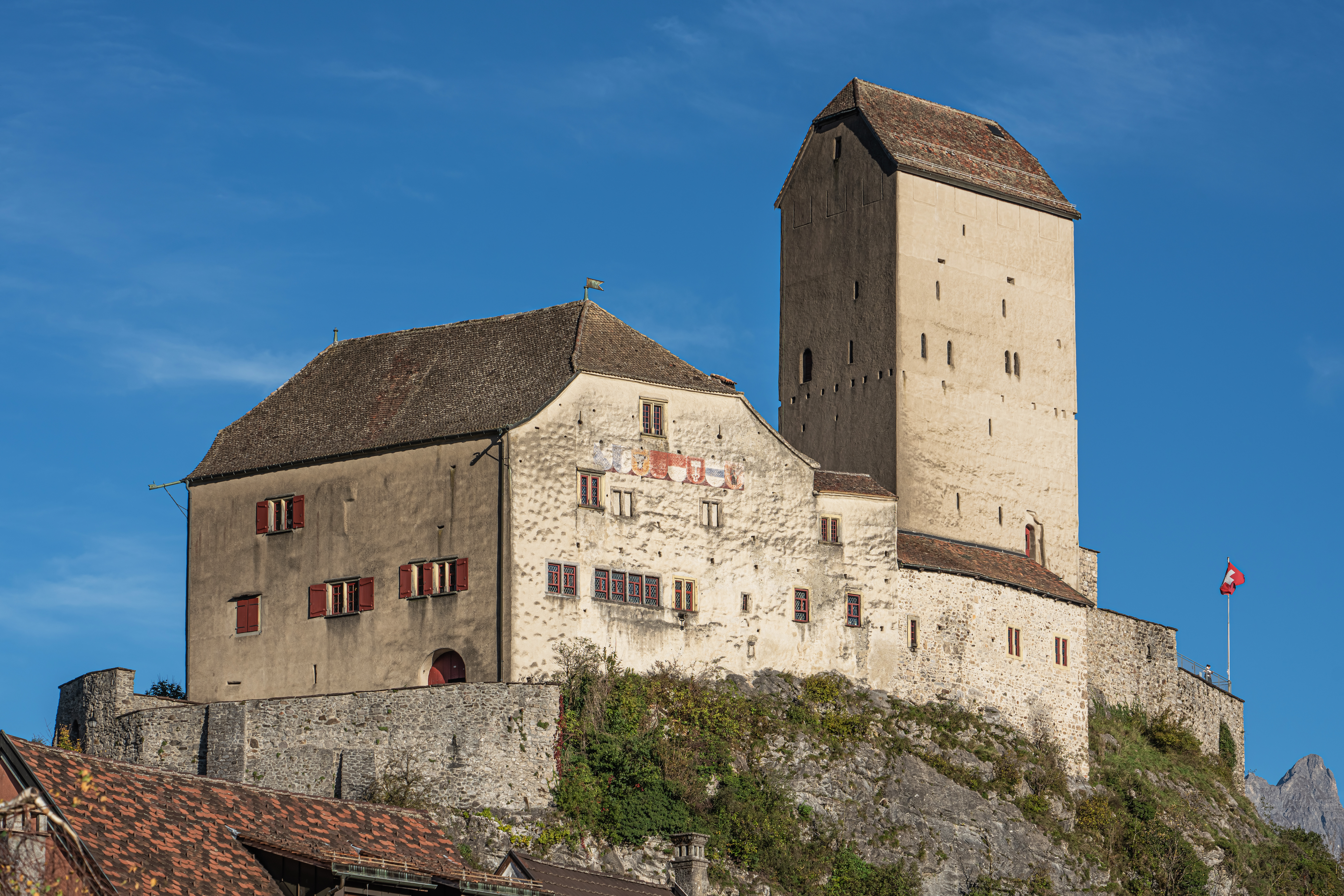
Schloss Sargans
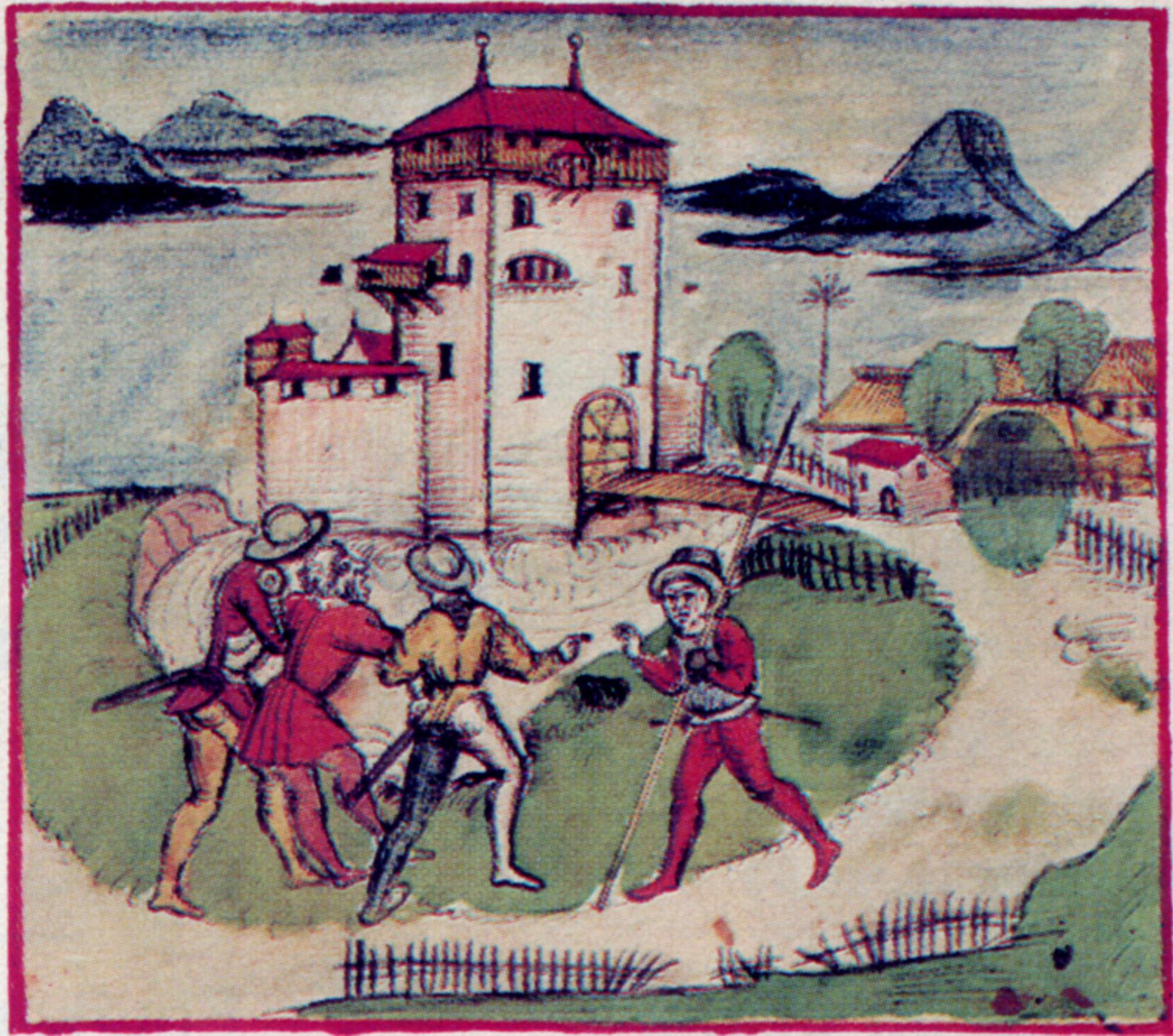
Zürcher Truppen ergreifen 1440 bei Pfäffikon den Boten von Gersau, in der Eidgenössischen Chronik
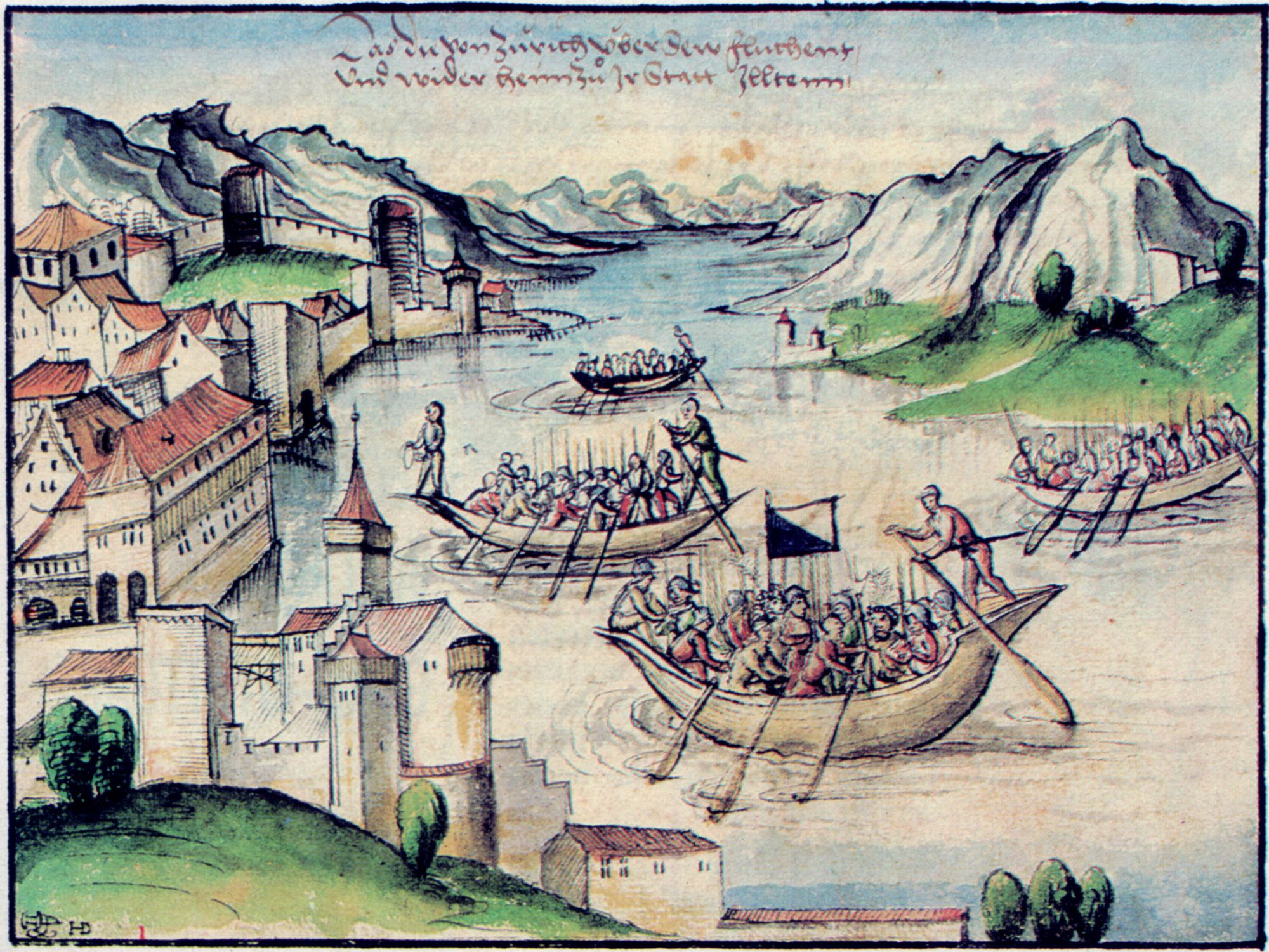
Rückzug der Zürcher über den See im November 1440 in  der Eidgenössischen Chronik
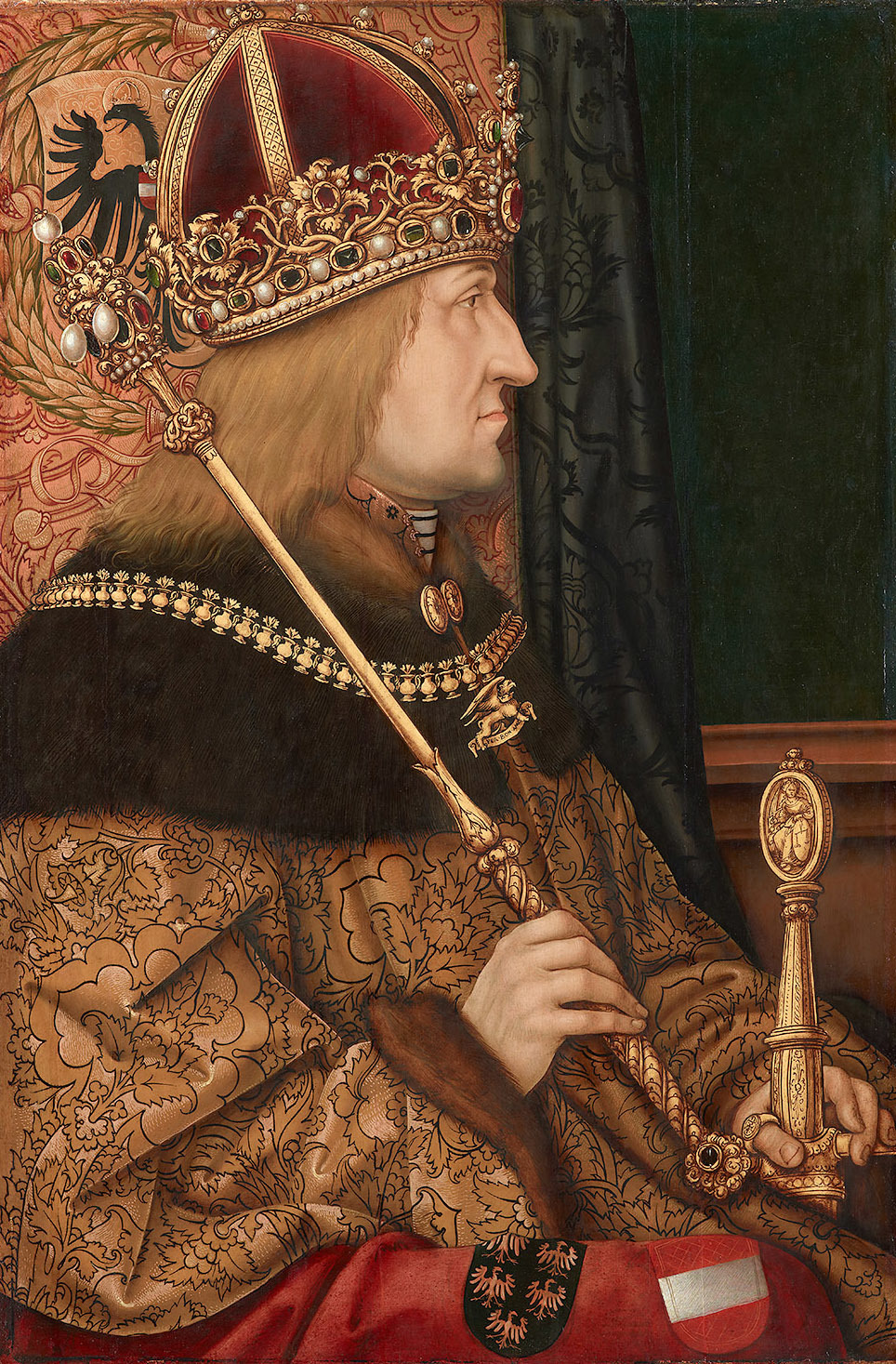
Kaiser Friedrich III. von Habsburg

## Die Zweite Phase des Krieges 1442–1443: Zürich mit Friedrich III. gegen die Eidgenossen
An der Jahreswende 1442/43 versammelte Friedrich III. in Feldkirch den schwäbischen und ostschweizerischen Adel, um eine Kriegskoalition gegen die Eidgenossenschaft aufzurichten und das Herzogtum Schwaben neu zu ordnen. Im Januar erhielt Zürich einen habsburgischen Hauptmann, Thüring II. von Hallwyl, dem die Bürger einen Eid zu leisten hatten. Die Zürcher Truppen trugen von nun an das rote habsburgische Kreuz, nicht mehr das weisse eidgenössische.
Obwohl Zürich gemäss dem Bundesbrief mit der Eidgenossenschaft das Recht hatte, ein Bündnis mit dem Habsburger Friedrich III. zu schliessen, verlangten die übrigen eidgenössischen Orte, der Bund müsse aufgelöst werden. Auf die Einladung zu einem eidgenössischen Schiedsgericht in Einsiedeln reagierte Zürich negativ und berief sich auf sein freies Bündnisrecht. Schwyz erklärte deshalb erneut den Krieg. Bei Freienbach am 22. Mai 1443, bei Blickensdorf am 23. (unentschieden) und bei der Letzi am Hirzel am 24. Mai 1443 erlitten die zürcherischen und habsburgischen Heere erste Niederlagen. Danach besetzten eidgenössische Truppen die aargauischen Städte Bremgarten (→Belagerung von Bremgarten) und Baden und streiften plündernd durch die Zürcher Landschaft. Die Truppen Zürichs blieben vorerst hinter den Mauern der Stadt, bis sich die Eidgenossen zur Heuernte wieder auf den Weg nach Hause machten. Als nach der Ernte erneut ein eidgenössisches Aufgebot vor Zürich erschien, führte Bürgermeister Stüssi persönlich gegen den Rat der habsburgischen Hauptleute die Truppen der Stadt zur Schlacht ins Sihlfeld, wo sie am 23. Juli 1443 in der Schlacht bei St. Jakob an der Sihl eine vernichtende Niederlage erlitten. Bürgermeister Stüssi kam dabei ums Leben, als er die Sihlbrücke verteidigte.
Da das eidgenössische Heer für eine Belagerung der Stadt Zürich nicht genügend gut ausgerüstet war, zog es weiter zur habsburgischen Stadt Rapperswil am Obersee. Auch diese gut befestigte Stadt konnte jedoch nicht eingenommen werden. Auch Winterthur konnte der Belagerung standhalten und blieb fest in habsburgischer Hand. In dieser Pattsituation vermittelten der Bischof von Konstanz, Heinrich von Hewen, und der Abt von Einsiedeln am 9. August 1443 einen achtmonatigen Waffenstillstand, den Frieden von Rapperswil, in der Zürcher Literatur auch «Elender Frieden» genannt. Am 22. März 1444 trafen sich die Kriegsparteien in Baden zu Friedensverhandlungen, bei denen Zürich auf dem freien Bündnisrecht und der Rückgabe der Höfe sowie seinem Anspruch auf Uznach beharrte, die Eidgenossen aber die Auflösung des Bündnisses mit Friedrich III. forderten. Als der Stadtrat von Zürich am 4. April über die Verhandlungen in Baden und allfällige Konzessionen beraten wollte, drang eine aufgebrachte Menschenmenge in den Ratssaal ein und erzwang die Verhaftung von fünf und später die Hinrichtung von drei Ratsherren, die als Freunde der Eidgenossen galten, weil sie für einen Friedensschluss eingetreten waren. Da die Friedensverhandlungen so zu keinem Ergebnis kamen, wurde der Krieg nach Ablauf des Waffenstillstands am 23. April 1444 fortgesetzt.
|  |  |  |

## Die Dritte Phase des Krieges 1444–1446

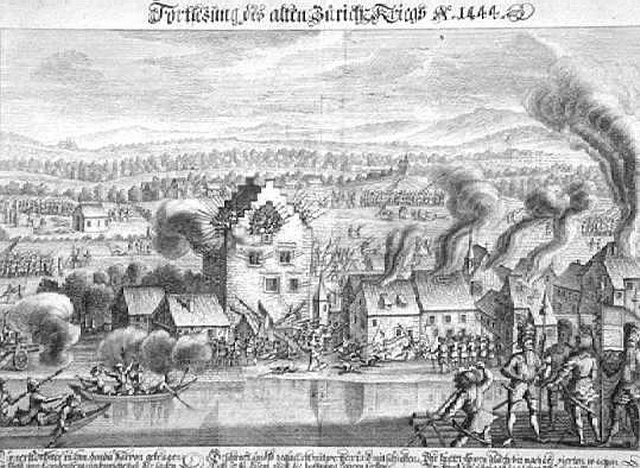
Die Belagerung von Greifensee

Nach dem Scheitern der Verhandlungen in Baden trat auch das bisher neutrale Appenzell auf Seiten der Eidgenossenschaft in den Krieg ein. Ende April 1444 zog wiederum ein eidgenössisches Heer ins Zürcher Oberland und begann die Festung Greifensee zu belagern. Nach vier Wochen musste Greifensee am 28. Mai auf Ungnade kapitulieren. Die überlebende Besatzung wurde bis auf wenige Männer auf der Blutmatte bei Nänikon hingerichtet. Dieser Mord von Greifensee galt unter Zeitgenossen als ein weiteres Beispiel der grausamen und barbarischen Kriegführung der Eidgenossen. Anschliessend zogen die Eidgenossen vor Zürich und begannen am 24. Juni erneut eine Belagerung.

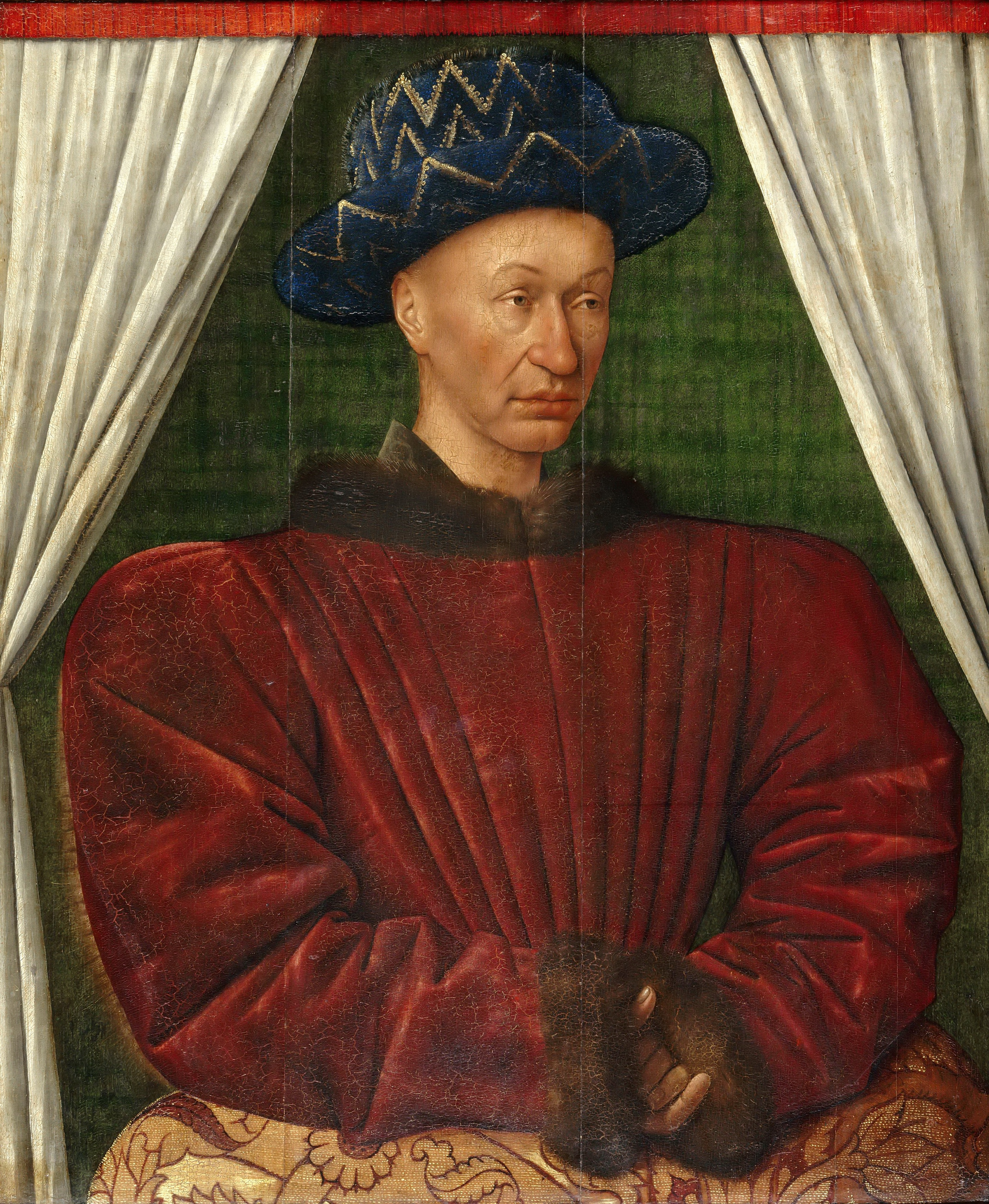
König Karl VII. von Frankreich

In dieser verzweifelten Situation bat König Friedrich III. den französischen König Karl VII. um Hilfe. Da im Hundertjährigen Krieg zwischen England und Frankreich am 28. Mai 1444 gerade ein Waffenstillstand geschlossen worden war, entsandte Karl VII. den Dauphin Ludwig mit einem ca. 40'000 Mann starken Heer zur Unterstützung Friedrichs. Diese nach ihrem ersten Anführer Graf Bernard VII. d’Armagnac als Armagnaken bekannte Truppe hatte einen sehr schlechten Ruf in der Gegend um Basel, da sie schon 1439 Teile des Elsass geplündert und verwüstet hatte. Eigentliches Ziel Karls war aber nicht der Krieg gegen die Eidgenossenschaft, sondern die Eroberung Basels, da er das Elsass unter Kontrolle Frankreichs bringen wollte. Wahrscheinlich versuchte Friedrich III. auch das Konzil in Basel unter Druck zu setzen, das sich mit Papst Eugen IV. überworfen hatte und den Grafen von Savoyen als Felix V. zum Gegenpapst bestimmt hatte.

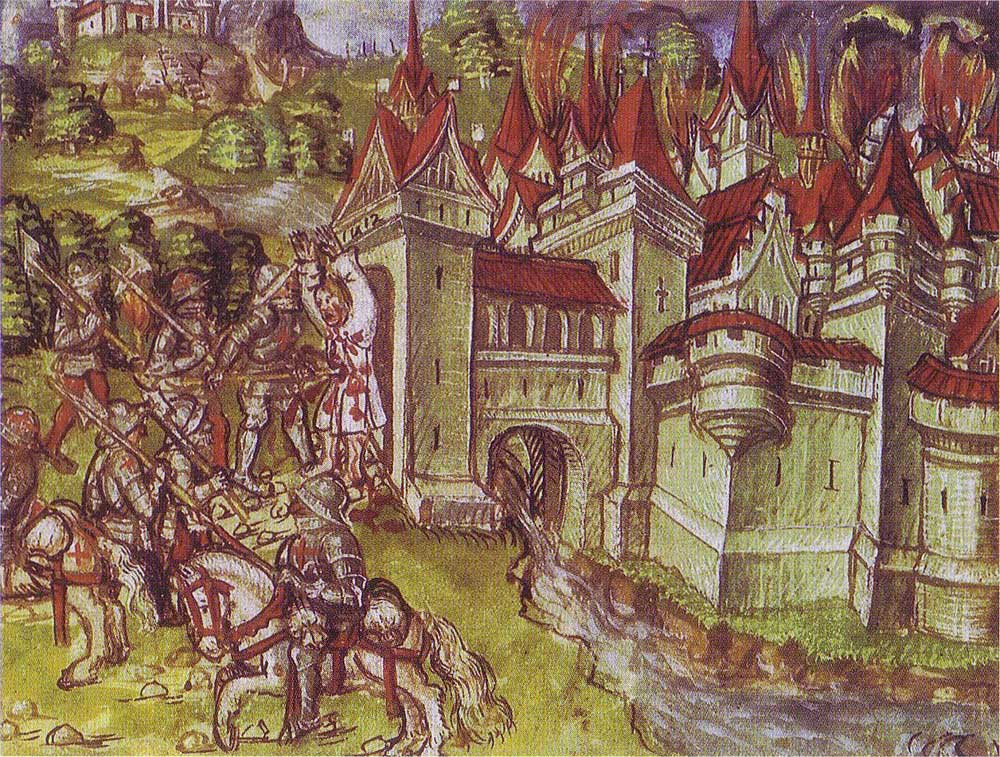
Darstellung der Brugger Mordnacht vom 30. Juli 1444. Amtliche Luzerner Chronik, 1513.

Als im Juli die Nachricht vom angeblichen Vormarsch der Armagnaken gegen die Eidgenossenschaft Zürich erreichte, überfiel der habsburgische Hauptmann Hans von Rechberg zusammen mit Freiherr Thomas von Falkenstein am 30. Juli die Stadt Brugg, um dem französischen Verbündeten einen sicheren Übergang über die Aare zu ermöglichen. Vor den Armagnaken tauchte dann jedoch ein rund 2000 Mann starkes Heer der Eidgenossen auf, vor dem sich das Zürcher Expeditionskorps nur noch auf die Farnsburg retten konnte. Während der Belagerung der Burg erreichte die Eidgenossen am 23. August die Nachricht, dass die Armagnaken vor den Toren Basels aufgetaucht seien und die Dörfer um den Fluss Birs besetzt hätten. Etwa 1500 Mann aus dem Lager der Eidgenossen und aus der Basler Landschaft zogen daraufhin zur Erkundung gegen Basel. Bei Pratteln stiessen sie auf eine feindliche Vorhut, die sie in die Flucht schlugen. Voll von Übermut setzten die Eidgenossen leichtsinnig über die Birs und stiessen sogleich auf die Hauptmacht der Armagnaken. Nach vierstündigem Kampf mussten sie sich in das Siechenhaus von St. Jakob an der Birs zurückziehen, wo sie nach einem gescheiterten Entsetzungsversuch durch die Basler bis zuletzt Widerstand leisteten und eine Kapitulation ablehnten. Die Mehrheit der 1500 Eidgenossen kamen bei der Schlacht bei St. Jakob an der Birs vom 26. August 1444 ums Leben. Die Verluste der Armagnaken dürften beim Vierfachen gelegen und der verbissen geführte Kampf dem Dauphin Ludwig derart Eindruck gemacht haben, dass er entgegen allen Erwartungen die Belagerung Basels abbrach und in Ensisheim einen Friedens- und Freundschaftsvertrag mit Basel, Solothurn und den VIII Orten der Eidgenossenschaft abschloss.
Am 30. August 1444 verhängte König Friedrich III. den Reichskrieg gegen die Eidgenossenschaft, übergab aber die Angelegenheit an seinen Bruder Albrecht VI., den er am gleichen Tag zum Regenten von Vorderösterreich machte. Albrecht und zahlreiche schwäbische Grafen, Ritter und Herren begannen daraufhin in kleineren und grösseren Raub- und Verwüstungszügen die eidgenössischen und appenzellischen Gebiete am Rhein zwischen Sargans und dem Aargau heimzusuchen. Die Appenzeller konnten den einzigen ernsthaften Vorstoss in ihr Kernland am 11. Juni 1445 in der Schlacht bei Wolfhalden, die Toggenburger im Gefecht bei Kirchberg zurückweisen; die Eidgenossen taten Gleiches in der Schlacht bei Ragaz am 6. März 1446. Dort behaupteten sich um die 1100 Innerschweizer, Appenzeller und Toggenburger gegen ein vierfach überlegenes Ritterheer unter Hans von Rechberg, der die Grafschaft Sargans besetzen wollte.
Im Westen hatten die Eidgenossen die Belagerung Zürichs nach der Niederlage bei St. Jakob an der Birs aufgegeben, weil eine Einnahme der Stadt unmöglich blieb. Auch Rapperswil konnten sie trotz mehreren Versuchen nicht bezwingen. Zürcherische Truppen brandschatzten währenddessen in den Freien Ämtern. Keine Partei war jedoch mehr fähig, entscheidende Aktionen durchzuführen. Nach längeren Verhandlungen auf eine Initiative dreier Kurfürsten in Konstanz unter der Leitung des Pfalzgrafen und Reichsvikars Ludwig IV. in Konstanz wurden die Feindseligkeiten am 12. Juni 1446 eingestellt.

## Kriegführung und Kriegsschauplätze

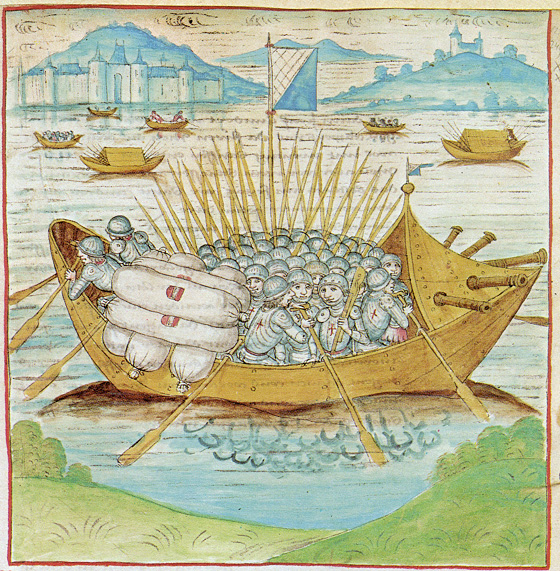
Ein Zürcher Kriegsschiff mit habsburgischen Pikenieren und Getreidelieferungen auf dem Zürichsee. Amtliche Berner Chronik, 1478.

Der Alte Zürichkrieg setzte wegen seiner langen Dauer, wegen der eingesetzten Kampfmittel und -methoden wie auch in Sachen Brutalität für das Gebiet der heutigen Schweiz neue Massstäbe. Für Zürich war beispielsweise während des ganzen Krieges die Kontrolle des Zürichsees ein entscheidender Faktor. Die Stadt verfügte über zahlreiche Kriegsflösse und Barken, die sogar mit Feuerwaffen bestückt waren. Dadurch konnte Zürich einerseits sich selbst wie auch das zwischen April und November 1444 und auch von April bis November 1445 belagerte habsburgische Rapperswil mit Nahrungsmitteln und Verstärkung versorgen. Im November 1440 kam es bei Pfäffikon zu einem seltenen Beispiel amphibischer Kriegführung in der Schweiz, als Zürich in kurzer Zeit ein grösseres Truppenkontingent anlandete, um gegen Schwyz vorzustossen. Dieselben Truppen wurden nach dem Treffen bei Pfäffikon am 4./5. November ebenso rasch vor den anrückenden Eidgenossen wieder evakuiert. Schwyz versuchte, durch den Aufbau einer eigenen Flotte die Vormachtstellung Zürichs zu brechen, und es kam zu regelrechten kleinen Seeschlachten, etwa in der Seeschlacht bei Männedorf am 29. Oktober 1445, in denen Zürich aber die Oberhand behalten konnte. Beide Seiten versuchten während des Krieges mehrfach weitere amphibische Aktionen, wie etwa in der Schlacht bei Wollerau, die ohne durchschlagenden Erfolg blieben. Zürcherische Landungsversuche wurden etwa in Hurden und auf der Ufenau abgewiesen, wie auch der Versuch der Eidgenossen scheiterte, Rapperswil vom See aus sturmreif zu schiessen.

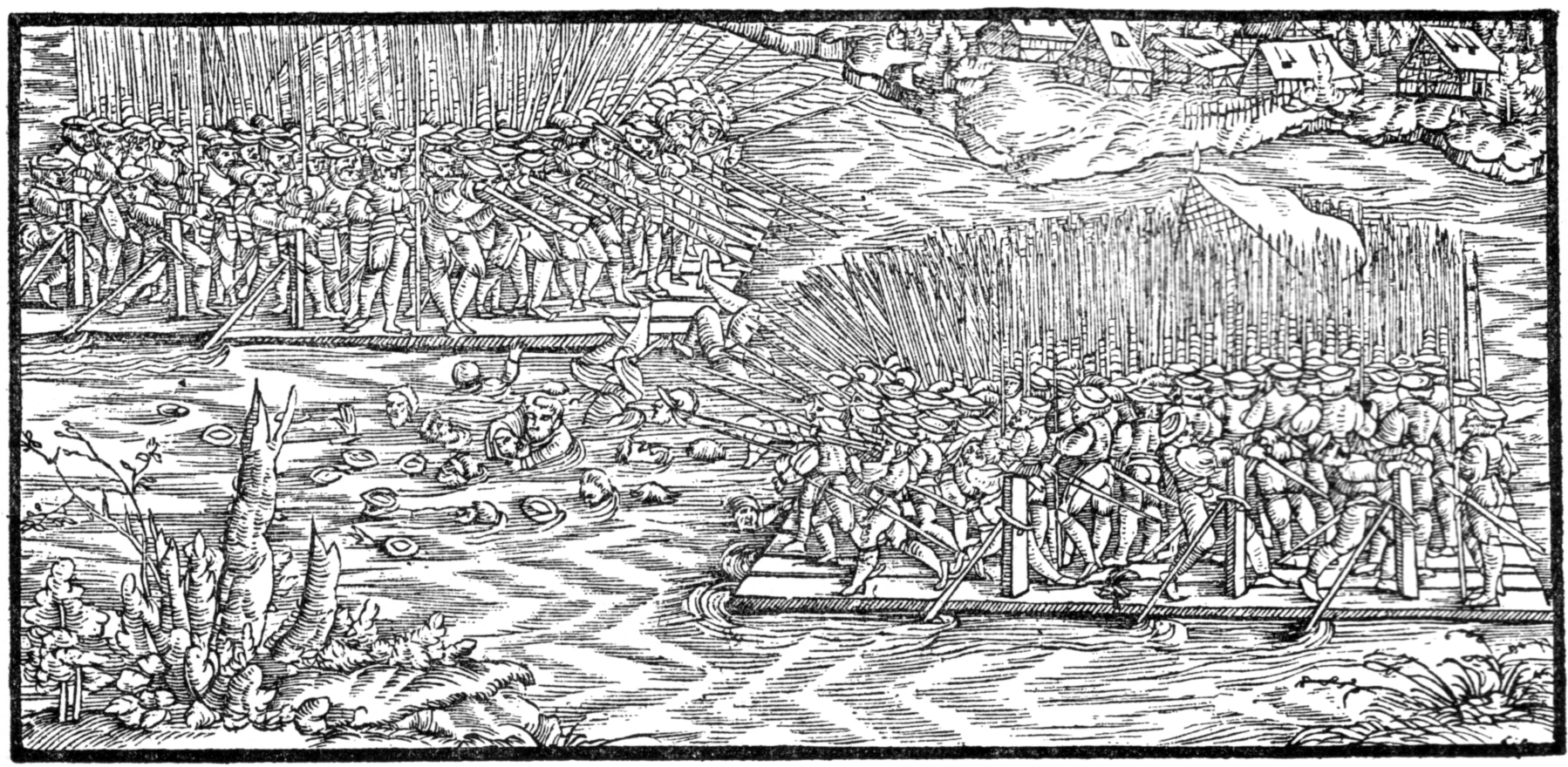
Kampfhandlungen auf dem See auf Kriegsflössen

Am meisten unter den Kriegshandlungen litt in allen Phasen des Krieges die Zivilbevölkerung. Zwischen 1440 und 1444 waren vornehmlich die Untertanen Zürichs auf beiden Seeseiten von Plünderungen und Zerstörungen betroffen, später wurde das gesamte linksrheinische Gebiet zwischen dem Elsass, Bodensee und Sargans wiederholt von beiden Seiten verheert. Insbesondere das Sarganserland, das St. Galler Rheintal, der Thurgau, das Toggenburg, der Aargau und die Umgebung von Basel waren betroffen. Das Ausmass der Zerstörung und die langjährige Unterbrechung der Handelsströme zwischen Basel, Zürich und den Bündner Alpenpässen waren schliesslich ein entscheidender Faktor für die Kriegsmüdigkeit beider Seiten, die im Juni 1446 zu einer Waffenruhe führte.
Ein Nebenkriegsschauplatz, der ebenfalls einen nicht zu unterschätzenden Einfluss auf den Kriegsverlauf hatte, war das Berner Oberland. Dort kam es am 2. Mai 1445 zum Aufstand des Bösen Bundes gegen die Herrschaft der Stadt Bern, weil die hohen Kriegskosten, die auf die Untertanen abgewälzt wurden, und die regelmässigen Aufgebote zu Kriegszügen für die Bauern unerträglich wurden. Nur mit Hilfe der Eidgenossen konnte Bern den Aufstand im August 1446 niederschlagen.
Der Alte Zürichkrieg ist ausserdem der erste Krieg in der Eidgenossenschaft, der zu internationalen Verwicklungen führte. Am Vermittlungstag in Baden am 22. März 1444 waren deshalb neben Gesandten aus Zürich bzw. des deutschen Königs Friedrich III. und den VII Orten auch Vertreter aus über 20 deutschen Reichsstädten, vieler Ritter und Herren aus Schwaben sowie die Landesherren aus Württemberg und Savoyen sowie die Fürstbischöfe von Basel und Konstanz anwesend. Im Anschluss an die Schlacht bei St. Jakob an der Birs wurde weiter in Ensisheim der erste Vertrag zwischen Frankreich und der Eidgenossenschaft geschlossen, was die Anerkennung des eidgenössischen Bundes durch Frankreich bedeutete.

## Die Friedensverhandlungen 1446–1450

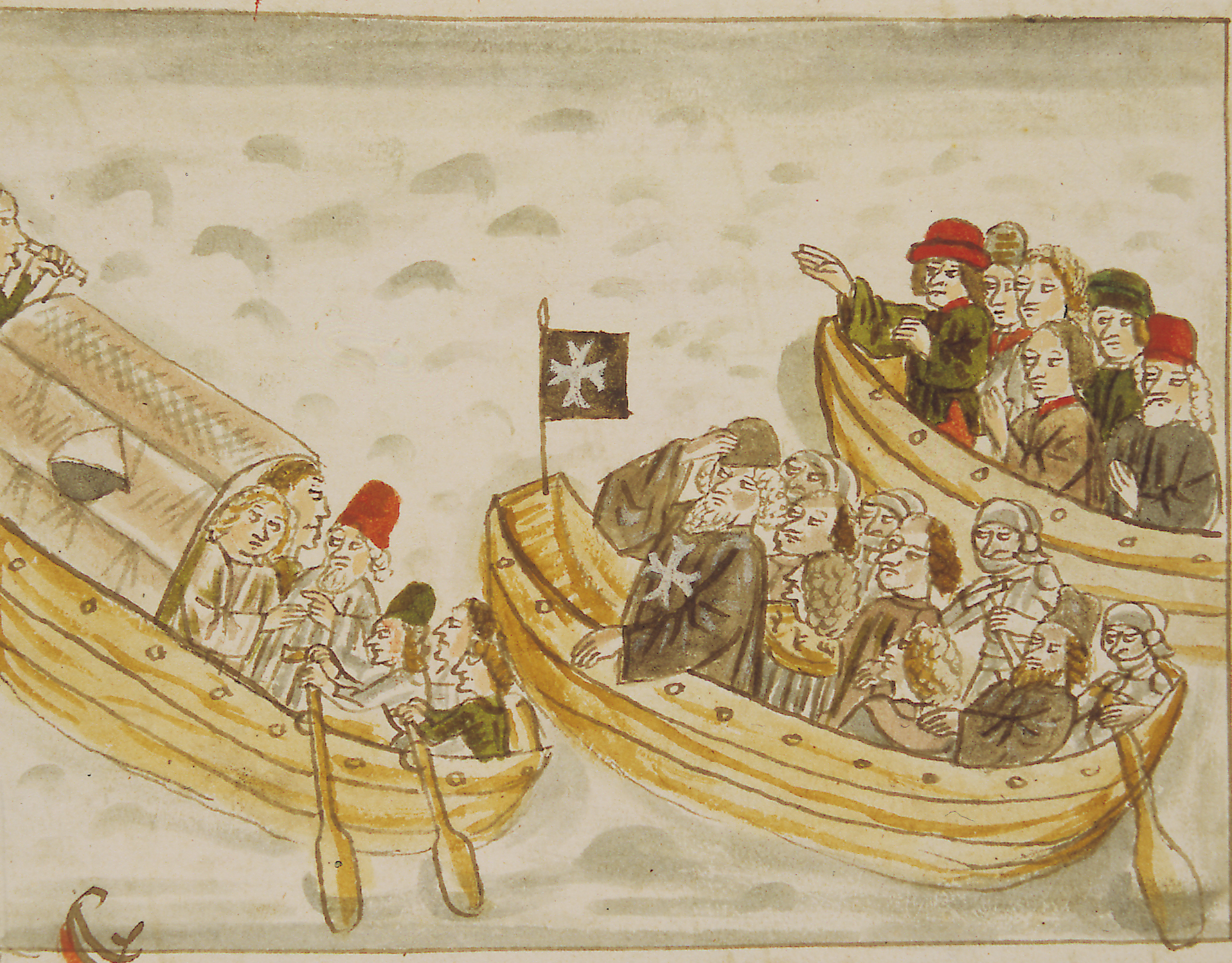
Vermittlungsversuch von Johannes Lösel, Komtur der Johanniterkommende Wädenswil, zwischen den Parteien auf Booten im Zürichsee 1446

Die Friedensverhandlungen dauerten weitere vier Jahre, so dass der Krieg formell erst 1450 zu Ende ging. Es wurden drei Verträge geschlossen, einer zwischen Zürich und der Eidgenossenschaft, ein zweiter zwischen Friedrich III. und der Eidgenossenschaft und ein dritter zwischen Basel und Friedrich III. Die Friedensverhandlungen zwischen Zürich und der Eidgenossenschaft fanden in Kaiserstuhl statt. Am 28. Februar 1447 fällte dann der Bürgermeister der Reichsstadt Augsburg, Peter von Argun, nach gescheitertem Schiedsverfahren ein Urteil: Zürich sollte sich einem eidgenössischen Schiedsverfahren fügen, da seine Bündnisse mit den anderen Orten nie ihre Rechtskraft verloren hätten. Nach Tumulten in der Stadt Zürich anlässlich eines «Fasnachtsbesuchs» von Innerschweizern fanden sich deshalb im Mai 1447 die Streitparteien in Einsiedeln zu einem bündnisgemässen Schiedsverfahren ein. Im Zentrum stand hier die Kriegsschuldfrage und damit auch die allfälligen Kriegsentschädigungen. Schwyz wies die Kriegsschuld Zürich zu, das sich ja 1438 geweigert habe, auf das bündnisgemässe Schiedsverfahren einzutreten.
Die Schiedsgerichtsverhandlungen zogen sich immer weiter hin und kamen erst im Mai 1449 wieder richtig in Gang, da Bern sich als Vermittlerin einschaltete und Zürich sich durch die politischen Entwicklungen im Reich von Habsburg entfremdete. Am 8. April 1450 kam es im Kloster Kappel zu einem Vergleich, der ein endgültiges Schiedsverfahren unter der Vermittlung des Berner Schultheissen Heinrich IV. von Bubenberg vorsah. Am 13. Juli fällte dieser in Einsiedeln den Schiedsspruch: Zürich musste sein Bündnis mit Friedrich III. kündigen und den «Kilchberger Frieden» von 1440 anerkennen. Die Höfe blieben also bei Schwyz, die Herrschaft Wädenswil – heutige Gemeinden Wädenswil, Richterswil, Schönenberg, Hütten und Uetikon – wurde neutralisiert. Auf Kriegsentschädigungen wurde verzichtet. Am 24. August wurden durch Zürich und die anderen Eidgenossen auf einer Wiese beim Kloster Einsiedeln feierlich die alten Bünde durch Eid erneuert und die im Krieg erbeuteten Fahnen ausgetauscht. Damit war der Alte Zürichkrieg auch formal beendet.

## Fazit

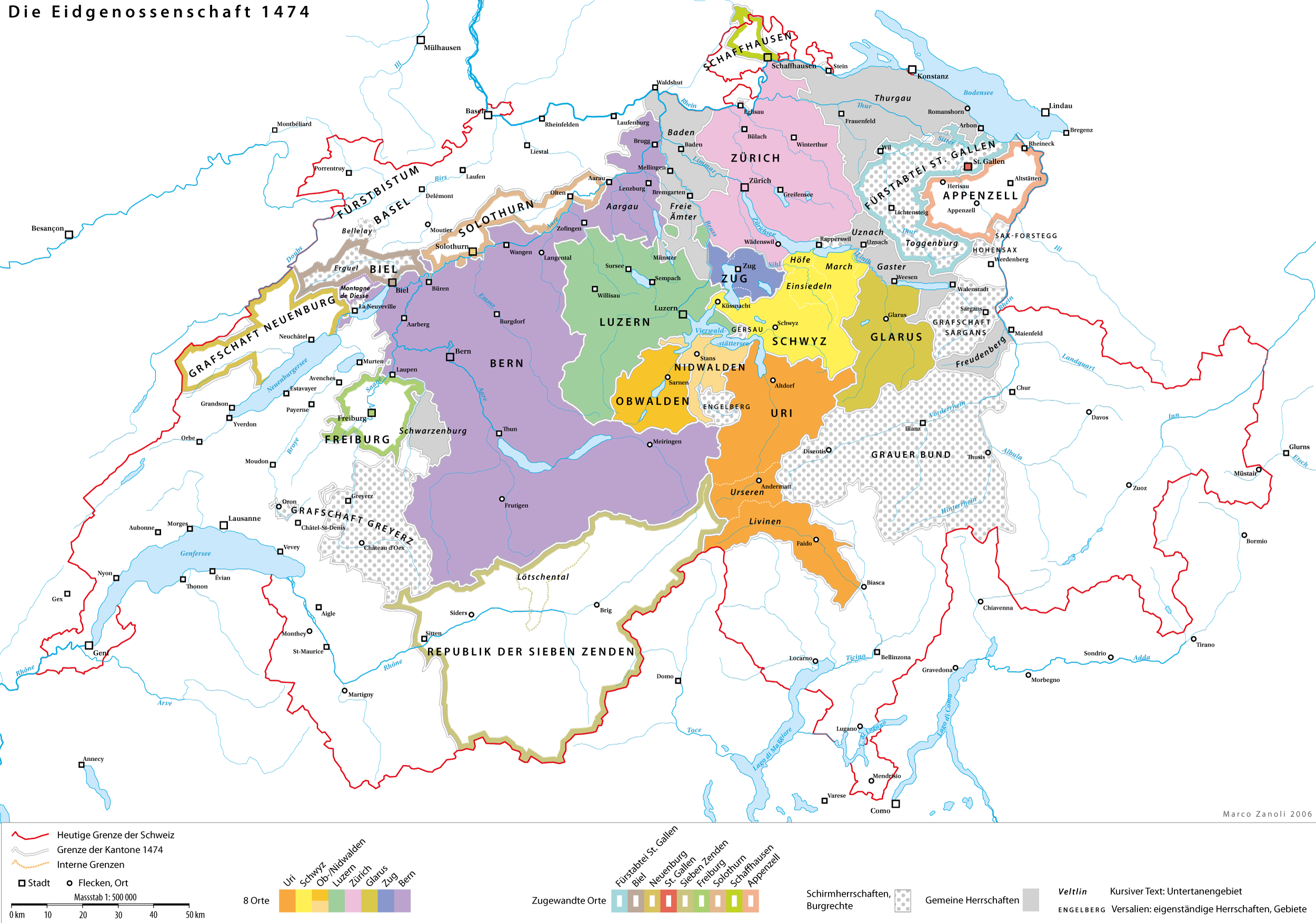
Die Eidgenossenschaft im 15. Jahrhundert zwischen Altem Zürichkrieg und Burgunderkriegen

Der Alte Zürichkrieg wurde immer wieder als Bürgerkrieg unter den Eidgenossen dargestellt, besonders in der Schweizer Geschichte des 19. Jahrhunderts. Beim Ausbruch des Krieges bestand die Eidgenossenschaft jedoch erst als lockeres Bündnisgefüge von sechs Einzelbünden, ergänzt durch zwei Vereinbarungen (Sempacherbrief, Pfaffenbrief). Ausser der Verwaltung der gemeinen Herrschaften im Aargau verfolgte dieses Bündnisgefüge jedoch keine gemeinsamen politischen Ziele. Die Einschränkung des freien Bündnisrechts der Stadt Zürich durch den Spruch von Einsiedeln bedeutete eine Festigung der ganzen Eidgenossenschaft. Für die nähere Zukunft war nun klar, dass die Bünde für alle Beteiligten verbindlichen Charakter hatten und nötigenfalls auch mit Gewalt durchgesetzt würden.
Zürich ging also klar als Verlierer aus diesem Konflikt hervor: Es verlor die Kontrolle über den oberen Zürichsee an Schwyz und bis zum Rückkauf 1452 auch die Grafschaft Kyburg. Die umstrittene Grafschaft Uznach und die Herrschaft Gaster fielen Schwyz und Glarus als gemeine Herrschaften zu, wodurch die Handelsstrasse Zürich–Chur jetzt völlig in den Händen dieser zwei Länderorte war.
Nach dem Friedensbeschluss von Einsiedeln im Jahr 1450 wurde aus einem lockeren Bündnisgeflecht innerhalb der Eidgenossenschaft ein geschlossener Bündnisverbund, der die bisherigen Landfriedenseinungen an Zusammenhalt weit übertraf.